# Élections départementales de 2015 en Tarn-et-Garonne
Les élections départementales ont lieu les 22 et 29 mars 2015.

## Contexte départemental
Depuis plus de 30 ans, la majorité au conseil général de Tarn-et-Garonne est de gauche et son président est Jean-Michel Baylet (PRG).

### Assemblée départementale sortante
Avant les élections, le conseil général de Tarn-et-Garonne est présidé par Jean-Michel Baylet (PRG). Il comprend 30 conseillers généraux issus des 30 cantons de Tarn-et-Garonne. Après le redécoupage cantonal de 2014, ce sont 30 conseillers départementaux qui seront élus au sein des 15 nouveaux cantons de Tarn-et-Garonne.
| Parti                             | Sigle | Sigle | Élus |
| --------------------------------- | ----- | ----- | ---- |
| Majorité (28 sièges)              |       |       |      |
| Parti radical de gauche           |       | PRG   | 13   |
| Parti socialiste                  |       | PS    | 8    |
| Mouvement démocrate               |       | MoDem | 2    |
| Divers droite                     |       | DVD   | 2    |
| Sans étiquette                    |       | SE    | 2    |
| Union pour un mouvement populaire |       | UMP   | 1    |
| Non-inscrits (2 sièges)           |       |       |      |
| Divers gauche                     |       | DVG   | 1    |
| Divers droite                     |       | DVD   | 1    |
| Président du conseil général      |       |       |      |
| Jean-Michel Baylet (PRG)          |       |       |      |

### Assemblée départementale élue
| Parti                                | Sigle | Sigle | Élus |
| ------------------------------------ | ----- | ----- | ---- |
| Majorité (18 sièges)                 |       |       |      |
| Union pour un mouvement populaire    |       | UMP   | 9    |
| Divers droite                        |       | DVD   | 4    |
| Divers gauche                        |       | DVG   | 4    |
| Union des démocrates et indépendants |       | UDI   | 1    |
| Opposition (12 sièges)               |       |       |      |
| Parti radical de gauche              |       | PRG   | 8    |
| Parti socialiste                     |       | PS    | 4    |
| Président du conseil départemental   |       |       |      |
| Christian Astruc (SE)                |       |       |      |

## Résultats à l'échelle du département

### Résultats par nuances du ministère de l'Intérieur
Les nuances utilisées par le ministère de l'Intérieur ne tiennent pas compte des alliances locales.
| Binômes     | Binômes            | Premier tour | Premier tour | Second tour | Second tour | Sièges |
| Binômes     | Binômes            | Voix         | %            | Voix        | %           | Sièges |
| ----------- | ------------------ | ------------ | ------------ | ----------- | ----------- | ------ |
|             | PS                 | 10 593       | 10,53        | 8 620       | 9,27        | 2      |
|             | PRG                | 10 582       | 10,52        | 11 421      | 12,29       | 6      |
|             | DVG                | 9 371        | 9,32         | 7 179       | 7,72        | 4      |
|             | FG                 | 6 240        | 6,21         |             |             |        |
|             | Union de la gauche | 4 359        | 4,33         | 7 509       | 8,08        | 4      |
| Gauche      | Gauche             | 43 294       | 43,05        | 34 729      | 37,36       | 16     |
|             |                    |              |              |             |             |        |
|             | Union de la droite | 16 905       | 16,81        | 22 744      | 24,47       | 8      |
|             | DVD                | 12 526       | 12,46        | 9 747       | 10,49       | 6      |
|             | DLF                | 175          | 0,17         |             |             |        |
| Droite      | Droite             | 29 606       | 29,44        | 32 491      | 34,96       | 14     |
|             |                    |              |              |             |             |        |
|             | FN                 | 27 415       | 27,26        | 25 725      | 27,68       | 0      |
|             |                    |              |              |             |             |        |
|             | Divers             | 239          | 0,24         |             |             |        |
|             |                    |              |              |             |             |        |
| Inscrits    | Inscrits           | 178 746      | 100,00       | 169 130     | 100,00      |        |
| Abstentions | Abstentions        | 73 491       | 41,11        | 67 922      | 40,16       |        |
| Votants     | Votants            | 105 255      | 58,89        | 101 208     | 59,84       |        |
| Blancs      | Blancs             | 3 067        | 2,91         | 5 287       | 5,22        |        |
| Nuls        | Nuls               | 1 634        | 1,55         | 2 976       | 2,94        |        |
| Exprimés    | Exprimés           | 100 554      | 95,53        | 92 945      | 91,84       |        |

### Résultats en nombre de sièges
| Partis       | Partis                               | Conseillers sortants | Conseillers élus | Évolution       |
| ------------ | ------------------------------------ | -------------------- | ---------------- | --------------- |
|              | Parti radical de gauche              | 13                   | 8                | en diminution   |
|              | Parti Socialiste                     | 8                    | 4                | en diminution   |
|              | Divers gauche                        | 1                    | 4                | en augmentation |
|              | Europe Écologie Les Verts            | 0                    | 0                | en stagnation   |
|              | Front de Gauche                      | 0                    | 0                | en stagnation   |
| Total Gauche | Total Gauche                         | 22                   | 16               | en diminution   |
|              | Union pour un Mouvement Populaire    | 1                    | 9                | en augmentation |
|              | Divers droite                        | 3                    | 4                | en augmentation |
|              | Union des Démocrates et Indépendants | 0                    | 1                | en augmentation |
|              | Mouvement Démocrate                  | 2                    | 0                | en diminution   |
|              | Debout la France                     | 0                    | 0                | en stagnation   |
| Total Droite | Total Droite                         | 6                    | 14               | en augmentation |
|              | Divers                               | 2                    | 0                | en diminution   |
|              | Front National                       | 0                    | 0                | en stagnation   |
| Total Autres | Total Autres                         | 2                    | 0                | en diminution   |
|              |                                      |                      |                  |                 |

### Résultats par canton
| Canton                    | Conseiller sortant           | Parti               | Parti       | Conseiller élu               | Parti           | Parti           |
| ------------------------- | ---------------------------- | ------------------- | ----------- | ---------------------------- | --------------- | --------------- |
| Auvillar                  | Christian Astruc             |                     | SE          | Canton supprimé              | Canton supprimé | Canton supprimé |
| Aveyron-Lère              | Canton créé                  | Canton créé         | Canton créé | Gérard Hébrard               |                 | UMP             |
| Aveyron-Lère              | Canton créé                  | Canton créé         | Canton créé | Véronique Riols              |                 | UMP             |
| Beaumont-de-Lomagne       | Jean-Luc Deprince            |                     | PRG         | Francine Debiais             |                 | PRG             |
| Beaumont-de-Lomagne       | Jean-Luc Deprince            | Jean-Luc Deprince   | PRG         |                              | PRG             |                 |
| Bourg-de-Visa             | Alain Lacombe*               |                     | DVG         | Canton supprimé              | Canton supprimé | Canton supprimé |
| Castelsarrasin-1          | Jean-Philippe Besiers        |                     | DVG         | Canton supprimé              | Canton supprimé | Canton supprimé |
| Castelsarrasin-2          | Bernard Dagen*               |                     | MoDem       | Canton supprimé              | Canton supprimé | Canton supprimé |
| Castelsarrasin            | Canton créé                  | Canton créé         | Canton créé | Jean-Philippe Bésiers        |                 | DVG             |
| Castelsarrasin            | Canton créé                  | Canton créé         | Canton créé | Véronique Colombie           |                 | DVG             |
| Caussade                  | Jacques Tabarly              |                     | PRG         | Canton supprimé              | Canton supprimé | Canton supprimé |
| Caylus                    | Léopold Viguié               |                     | DVD         | Canton supprimé              | Canton supprimé | Canton supprimé |
| Garonne-Lomagne-Brulhois  | Canton créé                  | Canton créé         | Canton créé | Christian Astruc             |                 | DVG             |
| Garonne-Lomagne-Brulhois  | Canton créé                  | Canton créé         | Canton créé | Marie-José Mauriège          |                 | DVG             |
| Grisolles                 | Patrick Marty                |                     | PS          | Canton supprimé              | Canton supprimé | Canton supprimé |
| Lafrançaise               | Jacques Roset*               |                     | MoDem       | Canton supprimé              | Canton supprimé | Canton supprimé |
| Lauzerte                  | Paul Aurientis               |                     | DVG         | Canton supprimé              | Canton supprimé | Canton supprimé |
| Lavit                     | Francis Garrigues            |                     | DVD         | Canton supprimé              | Canton supprimé | Canton supprimé |
| Moissac-1                 | Pierre Guillamat             |                     | PRG         | Canton supprimé              | Canton supprimé | Canton supprimé |
| Moissac-2                 | Guy-Michel Empociello*       |                     | PRG         | Canton supprimé              | Canton supprimé | Canton supprimé |
| Moissac                   | Canton créé                  | Canton créé         | Canton créé | Maryse Baulu                 |                 | UMP             |
| Moissac                   | Canton créé                  | Canton créé         | Canton créé | Jean-Michel Henryot          |                 | UMP             |
| Molières                  | Guy Hébral*                  |                     | PRG         | Canton supprimé              | Canton supprimé | Canton supprimé |
| Monclar-de-Quercy         | Jean-Paul Albert*            |                     | DVG         | Canton supprimé              | Canton supprimé | Canton supprimé |
| Montaigu-de-Quercy        | Jean Lavabre                 |                     | PRG         | Canton supprimé              | Canton supprimé | Canton supprimé |
| Montauban-1               | Roland Garrigues*            |                     | PS          | Ghislain Descazeaux          |                 | PS              |
| Montauban-1               | Roland Garrigues*            | Liliane Morvan      | PS          |                              | PS              |                 |
| Montauban-2               | Michel Marty*                |                     | PS          | Catherine Bourdoncle         |                 | PS              |
| Montauban-2               | Michel Marty*                | José Gonzales       | PS          |                              | PRG             |                 |
| Montauban-3               | Jean-Pierre Quereilhac*      |                     | UMP         | Brigitte Barèges             |                 | UMP             |
| Montauban-3               | Jean-Pierre Quereilhac*      | Pierre Mardegan     | UMP         |                              | UDI             |                 |
| Montauban-4               | Ghislain Descazeaux          |                     | PS          | Canton supprimé              | Canton supprimé | Canton supprimé |
| Montauban-5               | José Gonzalez                |                     | PRG         | Canton supprimé              | Canton supprimé | Canton supprimé |
| Montauban-6               | Claude Mouchard              |                     | PS          | Canton supprimé              | Canton supprimé | Canton supprimé |
| Montech                   | Dominique Sardeing-Rodriguez |                     | PS          | Dominique Sardeing-Rodriguez |                 | PS              |
| Montech                   | Dominique Sardeing-Rodriguez | Michel Weill        | PS          |                              | PRG             |                 |
| Montpezat-de-Quercy       | Raymond Massip*              |                     | PRG         | Canton supprimé              | Canton supprimé | Canton supprimé |
| Nègrepelisse              | Jean Cambon*                 |                     | PS          | Canton supprimé              | Canton supprimé | Canton supprimé |
| Pays de Serres Sud-Quercy | Canton créé                  | Canton créé         | Canton créé | Mathieu Albugues             |                 | UMP             |
| Pays de Serres Sud-Quercy | Canton créé                  | Canton créé         | Canton créé | Colette Jalaise              |                 | UMP             |
| Quercy-Aveyron            | Canton créé                  | Canton créé         | Canton créé | Jean-Claude Bertelli         |                 | UMP             |
| Quercy-Aveyron            | Canton créé                  | Canton créé         | Canton créé | Véronique Cabos              |                 | UMP             |
| Quercy-Rouergue           | Canton créé                  | Canton créé         | Canton créé | Monique Ferrero              |                 | DVD             |
| Quercy-Rouergue           | Canton créé                  | Canton créé         | Canton créé | Léopold Viguié               |                 | DVD             |
| Saint-Antonin-Noble-Val   | Jean-Paul Raynal*            |                     | PRG         | Canton supprimé              | Canton supprimé | Canton supprimé |
| Saint-Nicolas-de-la-Grave | Joël Capayroux               |                     | PRG         | Canton supprimé              | Canton supprimé | Canton supprimé |
| Tarn-Tescou-Quercy vert   | Canton créé                  | Canton créé         | Canton créé | Jérôme Beq                   |                 | DVD             |
| Tarn-Tescou-Quercy vert   | Canton créé                  | Canton créé         | Canton créé | Frédérique Turella-Bayol     |                 | DVD             |
| Valence                   | Jean-Michel Baylet           |                     | PRG         | Jean-Michel Baylet           |                 | PRG             |
| Valence                   | Jean-Michel Baylet           | Christiane Le Corre | PRG         |                              | PRG             |                 |
| Verdun-sur-Garonne        | Denis Roger                  |                     | PRG         | Marie-Claude Nègre           |                 | PRG             |
| Verdun-sur-Garonne        | Denis Roger                  | Denis Roger         | PRG         |                              | PRG             |                 |
| Villebrumier              | Étienne Astoul               |                     | PS          | Canton supprimé              | Canton supprimé | Canton supprimé |

* Conseillers généraux sortants ne se représentant pas

## Résultats par canton

### Canton d'Aveyron-Lère
| Candidats   | Candidats             | Partis      | Partis      | Premier tour | Premier tour | Second tour | Second tour |
| Candidats   | Candidats             | Partis      | Partis      | Voix         | %            | Voix        | %           |
| ----------- | --------------------- | ----------- | ----------- | ------------ | ------------ | ----------- | ----------- |
| 1           | Gérard Hébrard        |             | UMP         | 1 832        | 24,86        | 4 139       | 61,69       |
| 1           | Véronique Riols       |             | UMP         | 1 832        | 24,86        | 4 139       | 61,69       |
| 2           | Maurice Corrécher     |             | DVG         | 993          | 13,48        |             |             |
| 2           | Valérie Ricard        |             | DVG         | 993          | 13,48        |             |             |
| 3           | Caroline Moreau       |             | FG          | 350          | 4,75         |             |             |
| 3           | Pascal Mousqué        |             | FG          | 350          | 4,75         |             |             |
| 4           | Lucie Cimmino         |             | FN          | 2 146        | 29,13        | 2 570       | 38,31       |
| 4           | Philippe Lepeltier    |             | FN          | 2 146        | 29,13        | 2 570       | 38,31       |
| 5           | Carine Beautes Voirol |             | DVG         | 647          | 8,78         |             |             |
| 5           | Morgan Tellier        |             | DVG         | 647          | 8,78         |             |             |
| 6           | Florence Danthez      |             | PS          | 1 400        | 19,00        |             |             |
| 6           | Jérôme Fabre          |             | PS          | 1 400        | 19,00        |             |             |
|             |                       |             |             |              |              |             |             |
| Inscrits    | Inscrits              | Inscrits    | Inscrits    | 13 403       | 100,00       | 13 403      | 100,00      |
| Abstentions | Abstentions           | Abstentions | Abstentions | 5 695        | 42,49        | 5 626       | 41,98       |
| Votants     | Votants               | Votants     | Votants     | 7 708        | 57,51        | 7 777       | 58,02       |
| Blancs      | Blancs                | Blancs      | Blancs      | 209          | 2,71         | 687         | 8,83        |
| Nuls        | Nuls                  | Nuls        | Nuls        | 131          | 1,70         | 381         | 4,90        |
| Exprimés    | Exprimés              | Exprimés    | Exprimés    | 7 368        | 95,59        | 6 709       | 86,27       |

### Canton de Beaumont-de-Lomagne
| Candidats            | Candidats            | Partis      | Partis      | Premier tour | Premier tour | Second tour | Second tour |
| Candidats            | Candidats            | Partis      | Partis      | Voix         | %            | Voix        | %           |
| -------------------- | -------------------- | ----------- | ----------- | ------------ | ------------ | ----------- | ----------- |
| 1                    | Danielle Capelle     |             | UDI         | 339          | 5,93         |             |             |
| 1                    | Éric Lagrange        |             | PLD         | 339          | 5,93         |             |             |
| 2                    | Jean-Luc Issanchou   |             | DVG         | 570          | 9,98         |             |             |
| 2                    | Marie-José Lasjunies |             | DVG         | 570          | 9,98         |             |             |
| 3                    | Nathalie Ardiot      |             | UMP         | 1 284        | 22,48        | 2 114       | 34,90       |
| 3                    | Jean-Louis Dupont    |             | UMP         | 1 284        | 22,48        | 2 114       | 34,90       |
| 4                    | Jean-Paul Damaggio   |             | EÉLV        | 213          | 3,73         |             |             |
| 4                    | Gabrielle Wiehn Noby |             | EÉLV        | 213          | 3,73         |             |             |
| 5                    | Francine Debiais     |             | PRG         | 1 403        | 24,56        | 2 327       | 38,41       |
| 5                    | Jean-Luc Deprince*   |             | PRG         | 1 403        | 24,56        | 2 327       | 38,41       |
| 6                    | Marie-Line Cavaille  |             | FG          | 367          | 6,42         |             |             |
| 6                    | Gilbert Tardin       |             | FG          | 367          | 6,42         |             |             |
| 7                    | Béatrice Arbus       |             | FN          | 1 537        | 26,90        | 1 617       | 26,69       |
| 7                    | Alain Lévêque        |             | FN          | 1 537        | 26,90        | 1 617       | 26,69       |
|                      |                      |             |             |              |              |             |             |
| Inscrits             | Inscrits             | Inscrits    | Inscrits    | 9 568        | 100,00       | 9 568       | 100,00      |
| Abstentions          | Abstentions          | Abstentions | Abstentions | 3 549        | 37,09        | 3 205       | 33,50       |
| Votants              | Votants              | Votants     | Votants     | 6 019        | 62,91        | 6 363       | 66,50       |
| Blancs               | Blancs               | Blancs      | Blancs      | 210          | 3,49         | 204         | 3,21        |
| Nuls                 | Nuls                 | Nuls        | Nuls        | 96           | 1,59         | 101         | 1,59        |
| Exprimés             | Exprimés             | Exprimés    | Exprimés    | 5 713        | 94,92        | 6 058       | 95,21       |
| * conseiller sortant |                      |             |             |              |              |             |             |

### Canton de Castelsarrasin
| Candidats            | Candidats              | Partis      | Partis      | Premier tour | Premier tour | Second tour | Second tour |
| Candidats            | Candidats              | Partis      | Partis      | Voix         | %            | Voix        | %           |
| -------------------- | ---------------------- | ----------- | ----------- | ------------ | ------------ | ----------- | ----------- |
| 1                    | Christian Delzers      |             | EÉLV        | 279          | 3,70         |             |             |
| 1                    | Anisa Djezzane         |             | EÉLV        | 279          | 3,70         |             |             |
| 2                    | Rudy Bonnel            |             | FN          | 2 307        | 30,60        | 2 908       | 38,95       |
| 2                    | Viridiana Soustre      |             | FN          | 2 307        | 30,60        | 2 908       | 38,95       |
| 3                    | André Angles           |             | UMP         | 1 661        | 22,03        |             |             |
| 3                    | Myriam Fourment        |             | UMP         | 1 661        | 22,03        |             |             |
| 4                    | Jean-Philippe Bésiers* |             | DVG         | 2 821        | 37,42        | 4 558       | 61,05       |
| 4                    | Véronique Colombie     |             | DVG         | 2 821        | 37,42        | 4 558       | 61,05       |
| 5                    | Georges Ramet          |             | FG          | 471          | 6,25         |             |             |
| 5                    | Françoise Tardin       |             | FG          | 471          | 6,25         |             |             |
|                      |                        |             |             |              |              |             |             |
| Inscrits             | Inscrits               | Inscrits    | Inscrits    | 14 043       | 100,00       | 14 043      | 100,00      |
| Abstentions          | Abstentions            | Abstentions | Abstentions | 6 246        | 44,48        | 6 048       | 43,07       |
| Votants              | Votants                | Votants     | Votants     | 7 797        | 55,52        | 7 995       | 56,93       |
| Blancs               | Blancs                 | Blancs      | Blancs      | 144          | 1,85         | 282         | 3,53        |
| Nuls                 | Nuls                   | Nuls        | Nuls        | 114          | 1,46         | 247         | 3,09        |
| Exprimés             | Exprimés               | Exprimés    | Exprimés    | 7 539        | 96,69        | 7 466       | 93,38       |
| * conseiller sortant |                        |             |             |              |              |             |             |

### Canton de Garonne-Lomagne-Brulhois
| Candidats            | Candidats             | Partis      | Partis      | Premier tour | Premier tour | Second tour | Second tour |
| Candidats            | Candidats             | Partis      | Partis      | Voix         | %            | Voix        | %           |
| -------------------- | --------------------- | ----------- | ----------- | ------------ | ------------ | ----------- | ----------- |
| 1                    | Joël Capayrou*        |             | PRG         | 1 277        | 21,28        | 1 847       | 31,16       |
| 1                    | Sylvie Lacan          |             | PRG         | 1 277        | 21,28        | 1 847       | 31,16       |
| 2                    | Daniel Akermann       |             | FN          | 1 353        | 22,55        | 1,459       | 24,62       |
| 2                    | Raymonde Lafon        |             | FN          | 1 353        | 22,55        | 1,459       | 24,62       |
| 3                    | Christian Astruc*     |             | DVG         | 1 679        | 27,98        | 2 621       | 44,26       |
| 3                    | Marie-José Mauriège   |             | DVG         | 1 679        | 27,98        | 2 621       | 44,26       |
| 4                    | Francis Garrigues*    |             | UMP         | 1 209        | 20,15        |             |             |
| 4                    | Marie-Bernard Maerten |             | UMP         | 1 209        | 20,15        |             |             |
| 5                    | Nadine Grépin         |             | EÉLV        | 227          | 3,78         |             |             |
| 5                    | Xavier Rousseaux      |             | EÉLV        | 227          | 3,78         |             |             |
| 6                    | Michel Arquier        |             | FG          | 256          | 4,27         |             |             |
| 6                    | Dominique Piédoué     |             | FG          | 256          | 4,27         |             |             |
|                      |                       |             |             |              |              |             |             |
| Inscrits             | Inscrits              | Inscrits    | Inscrits    | 9 818        | 100,00       | 9 808       | 100,00      |
| Abstentions          | Abstentions           | Abstentions | Abstentions | 3 592        | 36,59        | 3 594       | 36,64       |
| Votants              | Votants               | Votants     | Votants     | 6 226        | 63,41        | 6 214       | 63,36       |
| Blancs               | Blancs                | Blancs      | Blancs      | 115          | 1,85         | 195         | 3,14        |
| Nuls                 | Nuls                  | Nuls        | Nuls        | 110          | 1,77         | 92          | 1,48        |
| Exprimés             | Exprimés              | Exprimés    | Exprimés    | 6 001        | 96,39        | 5 927       | 95,38       |
| * conseiller sortant |                       |             |             |              |              |             |             |

### Canton de Moissac
| Candidats            | Candidats                 | Partis      | Partis      | Premier tour | Premier tour | Second tour | Second tour |
| Candidats            | Candidats                 | Partis      | Partis      | Voix         | %            | Voix        | %           |
| -------------------- | ------------------------- | ----------- | ----------- | ------------ | ------------ | ----------- | ----------- |
| 1                    | Maryse Baulu              |             | UMP         | 1 828        | 34,21        | 3 021       | 62,69       |
| 1                    | Jean-Michel Henryot       |             | UMP         | 1 828        | 34,21        | 3 021       | 62,69       |
| 2                    | Sylvie Lascombe           |             | FG          | 319          | 5,97         |             |             |
| 2                    | Maximilien Reynes-Dupleix |             | FG          | 319          | 5,97         |             |             |
| 3                    | Pierre Guillamat*         |             | PRG         | 1 024        | 19,16        |             |             |
| 3                    | Carine Visentin-Nicodème  |             | PRG         | 1 024        | 19,16        |             |             |
| 4                    | Marie-Claude Dulac        |             | FN          | 1 558        | 29,15        | 1 798       | 37,31       |
| 4                    | Laurent Trouvé            |             | FN          | 1 558        | 29,15        | 1 798       | 37,31       |
| 5                    | Franck Bousquet           |             | PS          | 615          | 11,51        |             |             |
| 5                    | Estelle Hemmami           |             | PS          | 615          | 11,51        |             |             |
|                      |                           |             |             |              |              |             |             |
| Inscrits             | Inscrits                  | Inscrits    | Inscrits    | 9 745        | 100,00       | 9 743       | 100,00      |
| Abstentions          | Abstentions               | Abstentions | Abstentions | 4 204        | 43,14        | 4 200       | 43,11       |
| Votants              | Votants                   | Votants     | Votants     | 5 541        | 56,86        | 5 543       | 56,89       |
| Blancs               | Blancs                    | Blancs      | Blancs      | 74           | 1,34         | 408         | 4,19        |
| Nuls                 | Nuls                      | Nuls        | Nuls        | 123          | 2,22         | 316         | 3,24        |
| Exprimés             | Exprimés                  | Exprimés    | Exprimés    | 5 344        | 96,44        | 4 819       | 86,94       |
| * conseiller sortant |                           |             |             |              |              |             |             |

### Canton de Montauban-1
| Candidats            | Candidats            | Partis      | Partis      | Premier tour | Premier tour | Second tour | Second tour |
| Candidats            | Candidats            | Partis      | Partis      | Voix         | %            | Voix        | %           |
| -------------------- | -------------------- | ----------- | ----------- | ------------ | ------------ | ----------- | ----------- |
| 1                    | Ingrid Hainaut       |             | FN          | 1 957        | 27,13        | 1 742       | 23,16       |
| 1                    | Thierry Viallon      |             | FN          | 1 957        | 27,13        | 1 742       | 23,16       |
| 2                    | Pierre-Antoine Lévi  |             | UMP         | 2 358        | 32,69        | 2 786       | 37,03       |
| 2                    | Laurence Pages       |             | UMP         | 2 358        | 32,69        | 2 786       | 37,03       |
| 3                    | Ghislain Descazeaux* |             | PS          | 2 293        | 31,79        | 2 995       | 39,81       |
| 3                    | Liliane Morvan       |             | PS          | 2 293        | 31,79        | 2 995       | 39,81       |
| 4                    | Anne Marco           |             | FG          | 605          | 8,39         |             |             |
| 4                    | Rodolphe Portoles    |             | FG          | 605          | 8,39         |             |             |
|                      |                      |             |             |              |              |             |             |
| Inscrits             | Inscrits             | Inscrits    | Inscrits    | 13 214       | 100,00       | 13 212      | 100,00      |
| Abstentions          | Abstentions          | Abstentions | Abstentions | 5 666        | 42,88        | 5 413       | 40,97       |
| Votants              | Votants              | Votants     | Votants     | 7 548        | 57,12        | 7 799       | 59,03       |
| Blancs               | Blancs               | Blancs      | Blancs      | 229          | 3,03         | 189         | 2,42        |
| Nuls                 | Nuls                 | Nuls        | Nuls        | 106          | 1,40         | 87          | 1,12        |
| Exprimés             | Exprimés             | Exprimés    | Exprimés    | 7 213        | 95,56        | 7 523       | 96,46       |
| * conseiller sortant |                      |             |             |              |              |             |             |

### Canton de Montauban-2
| Candidats            | Candidats             | Partis      | Partis      | Premier tour | Premier tour | Second tour | Second tour |
| Candidats            | Candidats             | Partis      | Partis      | Voix         | %            | Voix        | %           |
| -------------------- | --------------------- | ----------- | ----------- | ------------ | ------------ | ----------- | ----------- |
| 1                    | Marie-Dominique Bagur |             | FN          | 1 881        | 25,35        | 1 668       | 21,76       |
| 1                    | André Koehl           |             | FN          | 1 881        | 25,35        | 1 668       | 21,76       |
| 2                    | Olivier Gallerani     |             | UDI         | 2 075        | 27,96        | 2 973       | 38,79       |
| 2                    | Véronique Lagarrigue  |             | UMP         | 2 075        | 27,96        | 2 973       | 38,79       |
| 3                    | Catherine Bourdoncle  |             | PS          | 1 759        | 23,71        | 3 023       | 39,44       |
| 3                    | José Gonzalez*        |             | PRG         | 1 759        | 23,71        | 3 023       | 39,44       |
| 4                    | Yvon Collin           |             | DVG         | 530          | 7,14         |             |             |
| 4                    | Maïté Luengo          |             | DVG         | 530          | 7,14         |             |             |
| 5                    | Annie Bonnefont       |             | EÉLV        | 528          | 7,12         |             |             |
| 5                    | Éric Chailloux        |             | EÉLV        | 528          | 7,12         |             |             |
| 6                    | Marie-Claude Bouyssi  |             | FG          | 647          | 8,72         |             |             |
| 6                    | Philippe Joyeux       |             | FG          | 647          | 8,72         |             |             |
|                      |                       |             |             |              |              |             |             |
| Inscrits             | Inscrits              | Inscrits    | Inscrits    | 13 366       | 100,00       | 13 363      | 100,00      |
| Abstentions          | Abstentions           | Abstentions | Abstentions | 5 573        | 41,70        | 5 295       | 39,62       |
| Votants              | Votants               | Votants     | Votants     | 7 793        | 58,30        | 8 068       | 60,38       |
| Blancs               | Blancs                | Blancs      | Blancs      | 233          | 2,99         | 260         | 3,22        |
| Nuls                 | Nuls                  | Nuls        | Nuls        | 140          | 1,80         | 144         | 1,78        |
| Exprimés             | Exprimés              | Exprimés    | Exprimés    | 7 420        | 95,21        | 7 664       | 94,99       |
| * conseiller sortant |                       |             |             |              |              |             |             |

### Canton de Montauban-3
| Candidats            | Candidats           | Partis      | Partis      | Premier tour | Premier tour | Second tour | Second tour |
| Candidats            | Candidats           | Partis      | Partis      | Voix         | %            | Voix        | %           |
| -------------------- | ------------------- | ----------- | ----------- | ------------ | ------------ | ----------- | ----------- |
| 1                    | Lucie Morales       |             | FN          | 1 439        | 19,64        |             |             |
| 1                    | Pierre Poma         |             | FN          | 1 439        | 19,64        |             |             |
| 2                    | Florian Buttigieg   |             | DVD         | 173          | 2,36         |             |             |
| 2                    | Hélène Chagnard     |             | DVD         | 173          | 2,36         |             |             |
| 3                    | Angéla Boher        |             | EÉLV        | 504          | 6,88         |             |             |
| 3                    | Julien Bruchon      |             | EÉLV        | 504          | 6,88         |             |             |
| 4                    | Brigitte Barèges    |             | UMP         | 2 842        | 38,79        | 4 101       | 57,99       |
| 4                    | Pierre Mardegan     |             | UDI         | 2 842        | 38,79        | 4 101       | 57,99       |
| 5                    | Angèle Férès-Massol |             | PS          | 1 840        | 25,12        | 2 971       | 42,01       |
| 5                    | Claude Mouchard*    |             | PS          | 1 840        | 25,12        | 2 971       | 42,01       |
| 6                    | Laure Dangoumau     |             | FG          | 528          | 7,21         |             |             |
| 6                    | Jean-Luc Pastre     |             | FG          | 528          | 7,21         |             |             |
|                      |                     |             |             |              |              |             |             |
| Inscrits             | Inscrits            | Inscrits    | Inscrits    | 13 060       | 100,00       | 13 059      | 100,00      |
| Abstentions          | Abstentions         | Abstentions | Abstentions | 5 418        | 41,49        | 5 364       | 41,08       |
| Votants              | Votants             | Votants     | Votants     | 7 642        | 58,51        | 7 695       | 58,92       |
| Blancs               | Blancs              | Blancs      | Blancs      | 205          | 2,68         | 376         | 4,89        |
| Nuls                 | Nuls                | Nuls        | Nuls        | 111          | 1,45         | 247         | 3,21        |
| Exprimés             | Exprimés            | Exprimés    | Exprimés    | 7 326        | 95,86        | 7 072       | 91,90       |
| * conseiller sortant |                     |             |             |              |              |             |             |

### Canton de Montech
| Candidats            | Candidats                     | Partis      | Partis      | Premier tour | Premier tour | Second tour | Second tour |
| Candidats            | Candidats                     | Partis      | Partis      | Voix         | %            | Voix        | %           |
| -------------------- | ----------------------------- | ----------- | ----------- | ------------ | ------------ | ----------- | ----------- |
| 1                    | Dominique Sardeing-Rodriguez* |             | PS          | 2 600        | 34,55        | 4 486       | 58,29       |
| 1                    | Michel Weill                  |             | PRG         | 2 600        | 34,55        | 4 486       | 58,29       |
| 2                    | Bernard Loy                   |             | FG          | 650          | 8,64         |             |             |
| 2                    | Jocelyne Ségarra              |             | FG          | 650          | 8,64         |             |             |
| 3                    | Laurence Affolter             |             | FN          | 2 647        | 35,18        | 3 210       | 41,71       |
| 3                    | Philippe Digne                |             | FN          | 2 647        | 35,18        | 3 210       | 41,71       |
| 4                    | Didier Clamens                |             | UMP         | 1 628        | 21,63        |             |             |
| 4                    | Claudine Peirone              |             | UMP         | 1 628        | 21,63        |             |             |
|                      |                               |             |             |              |              |             |             |
| Inscrits             | Inscrits                      | Inscrits    | Inscrits    | 14 102       | 100,00       | 14 101      | 100,00      |
| Abstentions          | Abstentions                   | Abstentions | Abstentions | 6 125        | 43,43        | 5 663       | 40,16       |
| Votants              | Votants                       | Votants     | Votants     | 7 977        | 56,57        | 8 438       | 59,84       |
| Blancs               | Blancs                        | Blancs      | Blancs      | 303          | 3,80         | 485         | 5,75        |
| Nuls                 | Nuls                          | Nuls        | Nuls        | 149          | 1,87         | 257         | 3,05        |
| Exprimés             | Exprimés                      | Exprimés    | Exprimés    | 7 525        | 94,33        | 7 696       | 91,21       |
| * conseiller sortant |                               |             |             |              |              |             |             |

### Canton du Pays de Serres Sud-Quercy
| Candidats            | Candidats            | Partis      | Partis      | Premier tour | Premier tour | Second tour | Second tour |
| Candidats            | Candidats            | Partis      | Partis      | Voix         | %            | Voix        | %           |
| -------------------- | -------------------- | ----------- | ----------- | ------------ | ------------ | ----------- | ----------- |
| 1                    | Josette Lahaye       |             | FN          | 1 323        | 22,21        | 1 662       | 31,53       |
| 1                    | Romain Lopez         |             | FN          | 1 323        | 22,21        | 1 662       | 31,53       |
| 2                    | Pascal Aurientis*    |             | DVD         | 1 145        | 19,22        |             |             |
| 2                    | Claudette Lande      |             | DVD         | 1 145        | 19,22        |             |             |
| 3                    | Marie-Céline Dijoux  |             | DLF         | 175          | 2,94         |             |             |
| 3                    | Pierre Verdier       |             | DLF         | 175          | 2,94         |             |             |
| 4                    | Mathieu Albugues     |             | UMP         | 1 296        | 21,75        | 3 610       | 68,47       |
| 4                    | Colette Jalaise      |             | UMP         | 1 296        | 21,75        | 3 610       | 68,47       |
| 5                    | Daniel Daumières     |             | FG          | 357          | 5,99         |             |             |
| 5                    | Catherine Philippe   |             | FG          | 357          | 5,99         |             |             |
| 6                    | Anne Arrestier       |             | PRG         | 1 191        | 19,99        |             |             |
| 6                    | Jean Lavabre*        |             | PRG         | 1 191        | 19,99        |             |             |
| 7                    | Pierre Borel         |             | EÉLV        | 471          | 7,91         |             |             |
| 7                    | Dominique Parcellier |             | EÉLV        | 471          | 7,91         |             |             |
|                      |                      |             |             |              |              |             |             |
| Inscrits             | Inscrits             | Inscrits    | Inscrits    | 9 878        | 100,00       | 9 878       | 100,00      |
| Abstentions          | Abstentions          | Abstentions | Abstentions | 3 678        | 37,23        | 3 758       | 38,04       |
| Votants              | Votants              | Votants     | Votants     | 6 200        | 62,77        | 6 120       | 61,96       |
| Blancs               | Blancs               | Blancs      | Blancs      | 157          | 2,53         | 585         | 9,56        |
| Nuls                 | Nuls                 | Nuls        | Nuls        | 85           | 1,37         | 263         | 4,3         |
| Exprimés             | Exprimés             | Exprimés    | Exprimés    | 5 958        | 96,1         | 5 272       | 86,14       |
| * conseiller sortant |                      |             |             |              |              |             |             |

### Canton de Quercy-Aveyron
| Candidats   | Candidats            | Partis      | Partis      | Premier tour | Premier tour | Second tour | Second tour |
| Candidats   | Candidats            | Partis      | Partis      | Voix         | %            | Voix        | %           |
| ----------- | -------------------- | ----------- | ----------- | ------------ | ------------ | ----------- | ----------- |
| 1           | Marion Benoît        |             | FN          | 2 022        | 31,67        | 2 344       | 39,18       |
| 1           | Claude Bua           |             | FN          | 2 022        | 31,67        | 2 344       | 39,18       |
| 2           | Michel Lamolinairie  |             | DVD         | 1 385        | 21,69        |             |             |
| 2           | Ghislaine Rodriguez  |             | DVD         | 1 385        | 21,69        |             |             |
| 3           | Jean-Claude Bertelli |             | UMP         | 1 709        | 26,77        | 3 639       | 60,82       |
| 3           | Véronique Cabos      |             | UMP         | 1 709        | 26,77        | 3 639       | 60,82       |
| 4           | Gérard Crais         |             | PS          | 779          | 12,20        |             |             |
| 4           | Magali Llop          |             | PS          | 779          | 12,20        |             |             |
| 5           | Yvon Lebret          |             | FG          | 490          | 7,67         |             |             |
| 5           | Aurore Villerbu      |             | FG          | 490          | 7,67         |             |             |
|             |                      |             |             |              |              |             |             |
| Inscrits    | Inscrits             | Inscrits    | Inscrits    | 11 294       | 100,00       | 11 293      | 100,00      |
| Abstentions | Abstentions          | Abstentions | Abstentions | 4 533        | 40,14        | 4 478       | 39,65       |
| Votants     | Votants              | Votants     | Votants     | 6 761        | 59,86        | 6 815       | 60,35       |
| Blancs      | Blancs               | Blancs      | Blancs      | 273          | 4,04         | 515         | 7,56        |
| Nuls        | Nuls                 | Nuls        | Nuls        | 103          | 1,52         | 317         | 4,65        |
| Exprimés    | Exprimés             | Exprimés    | Exprimés    | 6 385        | 94,44        | 5 983       | 87,79       |

### Canton de Quercy-Rouergue
| Candidats            | Candidats        | Partis      | Partis      | Premier tour | Premier tour | Second tour | Second tour |
| Candidats            | Candidats        | Partis      | Partis      | Voix         | %            | Voix        | %           |
| -------------------- | ---------------- | ----------- | ----------- | ------------ | ------------ | ----------- | ----------- |
| 1                    | Thierry Cabanes  |             | DVD         | 808          | 12,84        |             |             |
| 1                    | Carole Dennequin |             | DVD         | 808          | 12,84        |             |             |
| 2                    | Sylvie Le Ray    |             | FN          | 1 301        | 20,67        |             |             |
| 2                    | Yves Sicard      |             | FN          | 1 301        | 20,67        |             |             |
| 3                    | Elsa Moreau      |             | FG          | 637          | 10,12        |             |             |
| 3                    | Yves Vidaillac   |             | FG          | 637          | 10,12        |             |             |
| 4                    | Monique Ferrero  |             | DVD         | 1 461        | 23,22        | 3 003       | 53,08       |
| 4                    | Léopold Viguié   |             | DVD         | 1 461        | 23,22        | 3 003       | 53,08       |
| 5                    | Gwladys Amatruda |             | PS          | 718          | 11,41        |             |             |
| 5                    | Thierry Le Roy   |             | PS          | 718          | 11,41        |             |             |
| 6                    | Anne Philippe    |             | PRG         | 1 368        | 21,74        | 2 654       | 46,92       |
| 6                    | Jacques Tabarly* |             | PRG         | 1 368        | 21,74        | 2 654       | 46,92       |
|                      |                  |             |             |              |              |             |             |
| Inscrits             | Inscrits         | Inscrits    | Inscrits    | 10 702       | 100,00       | 10 702      | 100,00      |
| Abstentions          | Abstentions      | Abstentions | Abstentions | 4 145        | 38,73        | 4 412       | 41,23       |
| Votants              | Votants          | Votants     | Votants     | 6 557        | 61,27        | 6 290       | 58,77       |
| Blancs               | Blancs           | Blancs      | Blancs      | 180          | 2,75         | 420         | 6,68        |
| Nuls                 | Nuls             | Nuls        | Nuls        | 84           | 1,28         | 213         | 3,39        |
| Exprimés             | Exprimés         | Exprimés    | Exprimés    | 6 293        | 95,97        | 5 657       | 89,94       |
| * conseiller sortant |                  |             |             |              |              |             |             |

### Canton de Tarn-Tescou-Quercy vert
| Candidats            | Candidats                             | Partis      | Partis      | Premier tour | Premier tour | Second tour | Second tour |
| Candidats            | Candidats                             | Partis      | Partis      | Voix         | %            | Voix        | %           |
| -------------------- | ------------------------------------- | ----------- | ----------- | ------------ | ------------ | ----------- | ----------- |
| 1                    | Jérôme Beq                            |             | DVD         | 2 427        | 32,5         | 3 105       | 39,03       |
| 1                    | Frédérique Turella-Bayol              |             | DVD         | 2 427        | 32,5         | 3 105       | 39,03       |
| 2                    | Étienne Astoul*                       |             | PS          | 1 958        | 26,22        | 2 654       | 33,36       |
| 2                    | Monique Buffarot                      |             | PS          | 1 958        | 26,22        | 2 654       | 33,36       |
| 3                    | Sylvie Maury                          |             | FG          | 563          | 7,54         |             |             |
| 3                    | David Pellicer                        |             | FG          | 563          | 7,54         |             |             |
| 4                    | Sandrine Balavoine                    |             | S&P         | 239          | 3,20         |             |             |
| 4                    | Jean-François Grilhault des Fontaines |             | S&P         | 239          | 3,20         |             |             |
| 5                    | Annick Collon                         |             | FN          | 2 281        | 30,54        | 2 196       | 27,61       |
| 5                    | Daniel Fried                          |             | FN          | 2 281        | 30,54        | 2 196       | 27,61       |
|                      |                                       |             |             |              |              |             |             |
| Inscrits             | Inscrits                              | Inscrits    | Inscrits    | 13 559       | 100,00       | 13 558      | 100,00      |
| Abstentions          | Abstentions                           | Abstentions | Abstentions | 5 657        | 41,72        | 5 245       | 38,69       |
| Votants              | Votants                               | Votants     | Votants     | 7 902        | 58,28        | 8 313       | 61,31       |
| Blancs               | Blancs                                | Blancs      | Blancs      | 292          | 3,7          | 237         | 2,85        |
| Nuls                 | Nuls                                  | Nuls        | Nuls        | 142          | 1,8          | 121         | 1,46        |
| Exprimés             | Exprimés                              | Exprimés    | Exprimés    | 7 468        | 94,51        | 7 955       | 95,69       |
| * conseiller sortant |                                       |             |             |              |              |             |             |

### Canton de Valence
| Candidats            | Candidats           | Partis      | Partis      | Premier tour | Premier tour |
| Candidats            | Candidats           | Partis      | Partis      | Voix         | %            |
| -------------------- | ------------------- | ----------- | ----------- | ------------ | ------------ |
| 1                    | Patrice Charles     |             | FN          | 1 617        | 28,78        |
| 1                    | Dominique Poinard   |             | FN          | 1 617        | 28,78        |
| 2                    | Pascal Ellul        |             | UMP         | 733          | 13,05        |
| 2                    | Anne-Marie Morgades |             | UMP         | 733          | 13,05        |
| 3                    | Philippe Sabatier   |             | EÉLV        | 419          | 7,46         |
| 3                    | Joëlle Simonet      |             | EÉLV        | 419          | 7,46         |
| 4                    | Jean-Michel Baylet* |             | PRG         | 2 850        | 50,72        |
| 4                    | Christiane Le Corre |             | PRG         | 2 850        | 50,72        |
|                      |                     |             |             |              |              |
| Inscrits             | Inscrits            | Inscrits    | Inscrits    | 9 593        | 100,00       |
| Abstentions          | Abstentions         | Abstentions | Abstentions | 3 714        | 38,72        |
| Votants              | Votants             | Votants     | Votants     | 5 879        | 61,28        |
| Blancs               | Blancs              | Blancs      | Blancs      | 182          | 3,10         |
| Nuls                 | Nuls                | Nuls        | Nuls        | 78           | 1,33         |
| Exprimés             | Exprimés            | Exprimés    | Exprimés    | 5 619        | 95,58        |
| * conseiller sortant |                     |             |             |              |              |

### Canton de Verdun-sur-Garonne
| Candidats            | Candidats                 | Partis      | Partis      | Premier tour | Premier tour | Second tour | Second tour |
| Candidats            | Candidats                 | Partis      | Partis      | Voix         | %            | Voix        | %           |
| -------------------- | ------------------------- | ----------- | ----------- | ------------ | ------------ | ----------- | ----------- |
| 1                    | Marie-Claude Nègre        |             | PRG         | 2 493        | 33,77        | 4 593       | 64,29       |
| 1                    | Denis Roger*              |             | PRG         | 2 493        | 33,77        | 4 593       | 64,29       |
| 2                    | Hervé Cayrou              |             | UMP         | 996          | 13,49        |             |             |
| 2                    | Corinne Gombao-Virchenaud |             | UMP         | 996          | 13,49        |             |             |
| 3                    | Laurence Dejean           |             | FN          | 2 046        | 27,72        | 2 551       | 35,71       |
| 3                    | Luc Portes                |             | FN          | 2 046        | 27,72        | 2 551       | 35,71       |
| 4                    | Yasmina Boumlil           |             | PS          | 1 605        | 21,74        |             |             |
| 4                    | Patrick Marty*            |             | PS          | 1 605        | 21,74        |             |             |
| 5                    | Claire Belot-Crépiat      |             | DVD         | 242          | 3,28         |             |             |
| 5                    | Emmanuel Gloaguen-Barat   |             | DVD         | 242          | 3,28         |             |             |
|                      |                           |             |             |              |              |             |             |
| Inscrits             | Inscrits                  | Inscrits    | Inscrits    | 13 401       | 100,00       | 13 399      | 100,00      |
| Abstentions          | Abstentions               | Abstentions | Abstentions | 5 696        | 42,5         | 5 621       | 41,95       |
| Votants              | Votants                   | Votants     | Votants     | 7 705        | 57,5         | 7 778       | 58,05       |
| Blancs               | Blancs                    | Blancs      | Blancs      | 236          | 3,06         | 440         | 5,66        |
| Nuls                 | Nuls                      | Nuls        | Nuls        | 87           | 1,13         | 194         | 2,49        |
| Exprimés             | Exprimés                  | Exprimés    | Exprimés    | 7 382        | 95,81        | 7 144       | 91,85       |
| * conseiller sortant |                           |             |             |              |              |             |             |

## Conséquences
La gauche sort en tête en nombre de sièges avec 4 élus pour le Parti socialiste, 8 pour le Parti radical de gauche et 4 divers gauche. Cependant, les 4 élus divers gauche rejoignent la droite afin de permettre que Jean-Michel Baylet perde la présidence du conseil départemental. La nouvelle majorité se porte donc à 18 sièges contre 12 pour la gauche restante.
| Nom | Nom                      |   | PS | PRG | DVG | UDI | DVD | UMP     | Total |
| --- | ------------------------ | - | -- | --- | --- | --- | --- | ------- | ----- |
| Nom | Nom                      |   |    |     |     |     |     |         | Total |
|     | Christian Astruc (SE)    | 0 | 0  | 4   | 1   | 4   | 9   | 18 / 30 |       |
|     | Marie-Claude Nègre (PRG) | 4 | 8  | 0   | 0   | 0   | 0   | 12 / 30 |       |